# Växjö Ishall
Växjö Ishall, Lakerdome, är en ishall i Växjö belägen i Arenastaden, nära Värendsvallen, som ligger vid infarten från Jönköping och Halmstad (väg 25/30). Den är hemmais för Växjö konståkningsklubb och var tidigare hemmaklubb för Växjö Lakers, innan man började spela i Vida Arena.
Växjö Ishall renoverades 2006. Här kan man se konståkningstävlingar och isshower, men anläggningen kan även användas för andra arrangemang. Den 27 juli 1985 spelade även det brittiska hårdrocksbandet Motörhead på arenan. I direkt anslutning till ishallen finns Växjös högsta byggnad, Icon Växjö, färdigställd 2018.  
Inför säsongen 2011/2012 började Växjö Lakers att spela i sin nya arena Vida Arena.

## Bildgalleri

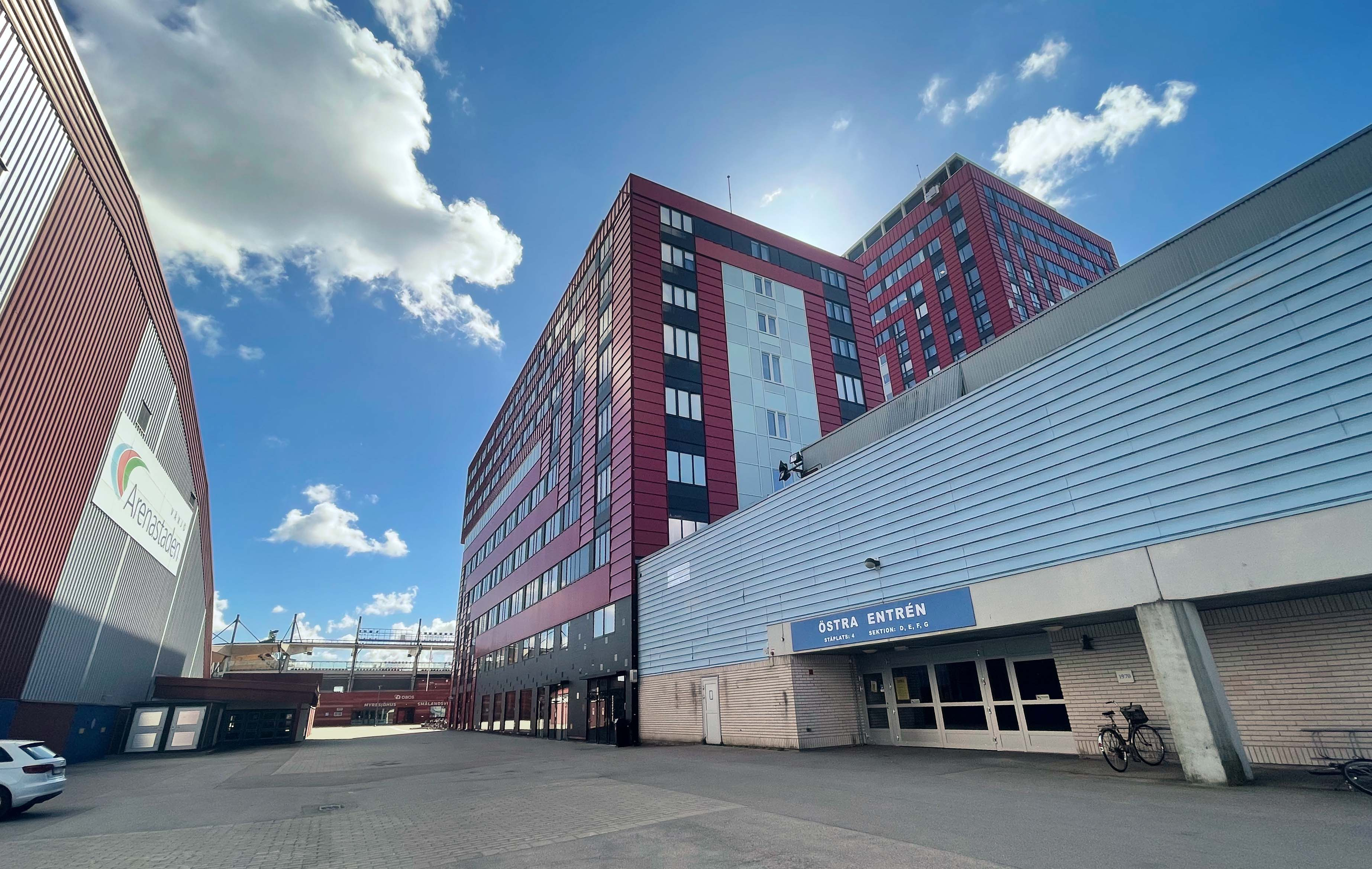
Växjö Ishall, östra entrén, och Icon Växjö.